# Aniñón
Aniñón es un municipio de España, en la provincia de Zaragoza, comunidad autónoma de Aragón. Tiene un área de 52,56 km², una población de 659 habitantes y una densidad de 12,56 habitantes por km² (INE 2022).

## Geografía
El pueblo pertenece a la comarca de Comunidad de Calatayud. Está a una distancia de 93 kilómetros de Zaragoza. Por su término municipal pasan la carretera nacional N-234, entre los pK 272 y 273, y las carreteras locales Z-383 que conecta con Cervera de la Cañada y CV-002 que lleva hasta la N-234 dirección Torralba de Ricota y Calatayud. El relieve del municipio está definido por la sierra de la Virgen, al norte y este, y el valle de la rambla de Ribota, al sur. Unos cuantos barrancos descienden de la montaña hasta la rambla. La altitud del municipio va desde los 1428 metros (Alto de la Cabrera), en plena sierra de la Virgen, hasta los 650 metros en límite meridional. El núcleo poblacional se encuentra a una altitud de 729 metros sobre el nivel del mar. 
El término municipal de Aniñón limita con los términos municipales de Jarque de Moncayo, Gotor, Sestrica, Torralba de Ribota, Cervera de la Cañada y Villarroya de la Sierra.

## Prehistoria y arqueología
Existe un enclave celtíbero a poca distancia de la población, en el llamado «Cerro de los Moros». Este poblado pudo estar habitado desde el siglo VII a. C. hasta el I d. C., no existiendo señales de destrucción violenta, por lo que se ha deducido que pudo tener lugar una posible emigración a otro emplazamiento. El área del Ribota estuvo ocupada por el pueblo de los lusones hasta el siglo II a. C.

## Historia

### Edad Antigua y Media
No se conservan restos romanos en Aniñón, pero sí existe un notable ejemplo en la cercana Villarroya de la Sierra, donde se ha excavado un alfar de la época. Tampoco quedan vestigios de la dominación visigoda, pero se sabe que hacia el año 449 ya existía una sede episcopal en la no muy lejana Tarazona. Esta sede desapareció hacia el año 714 con la llegada de los árabes.
Cuenta la tradición que Aniñón tomó parte a favor de Torralba en una batalla contra el rey árabe de Zaragoza Marsillo, en el año 912, quien quería conquistar dicha población. La batalla tuvo lugar en las faldas de la sierra de Armantes, en el barranco cercano a la Ermita de la Virgen de Cigüela.
En 1119, Alfonso I el Batallador restauró la sede episcopal al reconquistar Tarazona, recuperando la ciudad de Calatayud y su comunidad un año después. Sin embargo, al restaurarse la sede episcopal de Sigüenza en 1122, Calatayud pasó a formar parte de ella. El obispo de Tarazona disputó con el de Sigüenza por los límites de las diócesis, consiguiendo de nuevo la ciudad en 1136, tras el concilio de Burgos. Existe un documento con sello y fecha de 1262 que relata la visita a Aniñón del monarca Jaime I, y en la que le concede derechos sobre tierras de realengo.
Durante siglos, el río Ribota sirvió de frontera entre Aragón y Castilla, por lo que en los frecuentes enfrentamientos entre ambos reinos, Aniñón se vio muy involucrada. En la Guerra de los dos Pedros, acaecida a mediados del siglo XIV, Pedro IV el Ceremonioso ordenó evacuar la población en 1357 —posiblemente por carecer de castillo—, cayendo Aniñón en manos castellanas en 1362. Casi un siglo después —año 1452—, las hostilidades con el reino de Castilla pusieron a la localidad en estado de emergencia, siendo Aniñón el cuartel general del ejército aragonés. A consecuencia de las guerras se construyó alrededor de la iglesia un recinto amurallado, del que todavía quedan restos.

### Edad Moderna y Contemporánea
En el siglo XIX y durante el trienio liberal, el territorio del antiguo reino de Aragón se dividió en cuatro provincias: Huesca, Zaragoza, Teruel y Calatayud (1822). Aniñón quedó englobada en la provincia de Calatayud, hasta que la división liberal fue revocada en 1823 cuando triunfó la restauración del absolutismo de Fernando VII.
Pascual Madoz, en su Diccionario geográfico-estadístico-histórico de España de 1845, describe Aniñón en estos términos: 

Tiene 417 casas, en lo general fabricadas de tapias de tierra alveadas con yeso por la parte esterior [sic], las mejores son las de dos pisos, están distribuidas en ocho calles angostas, de piso desigual y mal empedradas, y varias plazas, entre las que es la mejor la llamada de la Constitución, que describe un cuadrilátero de 68 varas de largo por 14 de ancho.

La localidad disponía de posada pública, dos hornos de pan cocer, un molino harinero, varias fábricas para la obtención de aguardiente, dos tiendas de paños y telas, y varias tiendas de abacería.
En 1929 se inauguró el ferrocarril Santander-Mediterráneo que atravesaba la comarca del Ribota y unía la localidad de Calatayud con Soria; la línea ferroviaria dejó de utilizarse en 1985. Durante la Guerra Civil, Aniñón permaneció en territorio de retaguardia y en este municipio descansaban y se abastecían los soldados del ejército de Franco. En este contexto, una de las plazas del municipio está dedicada a Mosén Antonino Peiro, quien, según cuentan los mayores del lugar, evitó que durante la contienda hubiera fusilamientos en el pueblo.

## Demografía
Aniñón cuenta con una población de 683 habitantes (INE 2024).
| Gráfica de evolución demográfica de Aniñón entre 1842 y 2021                                                        |
| |
| Población de derecho según los censos de población del INE Población de hecho según los censos de población del INE |

En el fogaje de 1495 —censo ordenado por Fernando el Católico—, Aniñón figura con 153 «fuegos» u hogares, lo que equivale a unos 750 habitantes. El censo de España de 1857 recoge una población de 1745 habitantes para Aniñón, siendo entonces el tercer núcleo más poblado del partido judicial de Ateca, al cual pertenecía. Desde 1900, cuando el municipio contaba con 1861 habitantes, su población se mantuvo más o menos constante hasta 1950. La segunda mitad del siglo XX trajo consigo un notable descenso demográfico.

## Economía
La principal actividad económica del municipio es la agricultura de secano, siendo sus principales cultivos el cerezo, el almendro, el olivo y la vid. A ello hay que añadir la producción y posterior elaboración de vinos bajo la Denominación de Origen Calatayud.
La cereza es el cultivo típico y la principal fuente de ingresos agrícolas en Aniñón. La variedad más importante era la del Monzón, que se dedica a la industria conservera, aunque cada vez hay más variedades dedicadas al mercado como la Burlat, de la Vin, Moyares, Castañeras y Picotas.

## Administración y política
| Período   | Alcalde                   | Partido |  |
| --------- | ------------------------- | ------- |  |
| 1979-1983 | Antonio Yagüe Liñán       | UCD     |  |
| 1983-1987 |                           |         |  |
| 1987-1991 |                           |         |  |
| 1991-1995 |                           |         |  |
| 1995-1999 |                           |         |  |
| 1999-2003 |                           |         |  |
| 2003-2007 |                           |         |  |
| 2007-2011 |                           |         |  |
| 2011-2015 | José Manuel Sebastián Roy | PSOE    |  |
| 2015-2019 | José Manuel Sebastián Roy | PSOE    |  |
| 2019-2023 | José Manuel Sebastián Roy | PSOE    |  |
| 2023-2027 | José Manuel Sebastián Roy | PSOE    |  |

| Partido político    | Partido político                                   | 2003   | 2007   | 2011   | 2015   | 2019   | 2023   |
| Partido político    | Partido político                                   | Ediles | Ediles | Ediles | Ediles | Ediles | Ediles |
|                     | Partido de los Socialistas de Aragón (PSOE-Aragón) | 6      | 6      | 5      | 5      | 6      | 5      |
|                     | Partido Popular de Aragón (PP)                     | 1      | 1      | 1      | 2      | 1      | 2      |
|                     | Partido Aragonés (PAR)                             | —      | —      | 1      | —      | —      | —      |
| Total de concejales | Total de concejales                                | 7      | 7      | 7      | 7      | 7      | 7      |

## Patrimonio

### Arquitectura religiosa

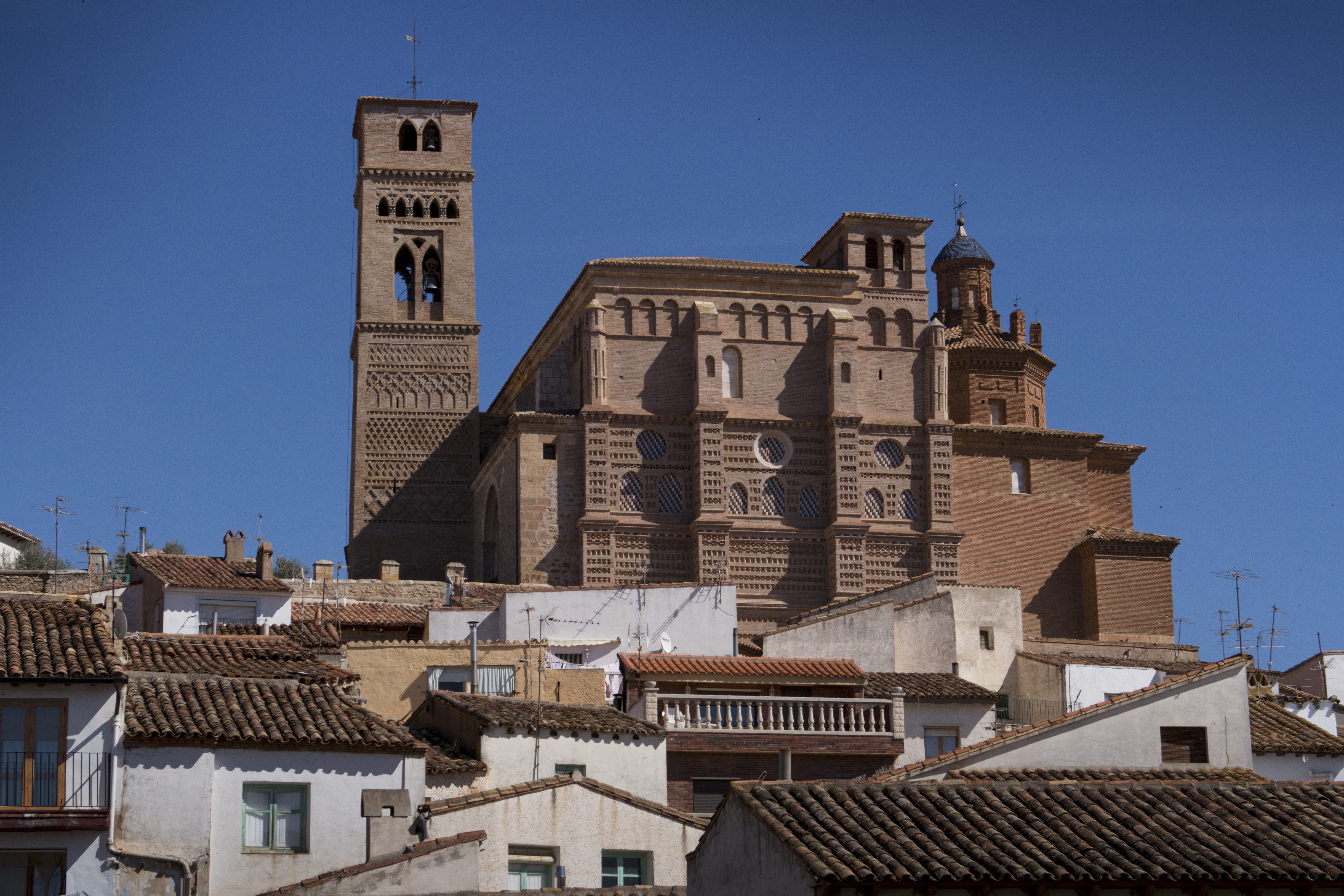
Iglesia de Nuestra Señora del Castillo, de arquitectura gótico-mudéjar

La iglesia parroquial de Nuestra Señora del Castillo es un templo gótico–mudéjar construido en el siglo XIV sobre el solar de una fortaleza de la que todavía subsiste un muro almenado. Casi todo el edificio corresponde a la profunda reforma acometida en el siglo XVI, con una gran nave cubierta con bóveda de crucería estrellada. Destacan la torre y el muro del hastial. La torre, de base cuadrada, tiene 30 m de altura y posee una cuidada decoración mudéjar. El hastial, también mudéjar, está situado a los pies del edificio y se encuentra dividido en tres tramos horizontales y tres fajas verticales. La decoración es a base de bandas estrechas de esquinillas y dientes de sierra, así como decoración cerámica en punta de flecha. La iglesia contiene una capilla de estilo barroco, la cual fue añadida para albergar al Santísimo Misterio, tela blanca que se salvó de un incendio quedando como únicas marcas cinco formas sagradas. Posee un retablo renacentista de Gabriel Yoly y un cristo gótico. El edificio fue declarado Monumento Nacional en 1981.
Otras edificaciones religiosas son la Iglesia de San Pedro Apóstol, que combina estilos y elementos góticos, mudéjares y barrocos, y las ermitas existentes en las inmediaciones.
Entre éstas están la de la Virgen de la Sierra —también denominada de la Soledad—, la del Santo, la del Niño Jesús del Monte y la de Santa Lucía. Además, en el camino al cementerio se encuentra el humilladero de Santa Lucía.

### Arquitectura civil

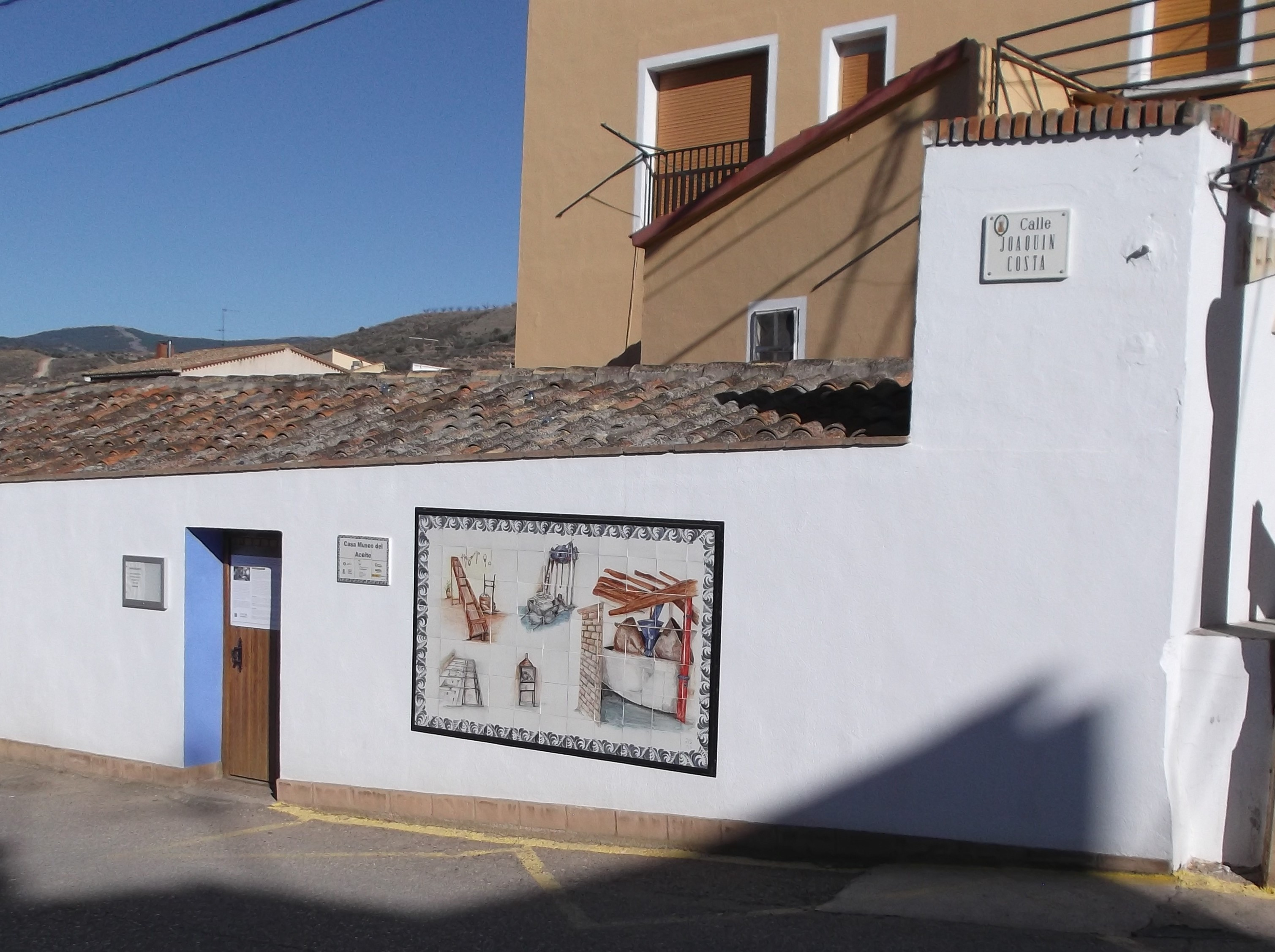
Museo del Aceite

Es de destacar el irregular trazado urbanístico de la villa, pudiéndose admirar casonas de factura popular con fachadas blancas y dos o tres alturas.
La puerta de la Villa, antigua puerta en dirección a Calatayud, presenta un arco ojival sobre el que se desarrolla un cuerpo de dos alturas de carácter popular. En el primer nivel hay una barandilla volada con cuerpo cerrado; en el nivel superior hay otro vuelo y una galería empotrada con tres vanos con forma apuntada realizada en madera.
En Aniñón se encuentra el museo del Aceite, ubicado en un antiguo molino que data de 1934 y cuya maquinaria —de la década de 1950— aún funciona. El espacio expone el proceso completo de producción del aceite, desde la descarga de la aceituna, el vertido a la torva, la molienda y el posterior tratamiento de la pasta obtenida, la cual, prensada de nuevo, termina en las balsas de decantación.

## Fiestas
- La fiesta de la cooperativa se celebra el primer sábado de mayo. La cooperativa de Aniñón ofrece a todos los habitantes del pueblo un convite.
- El segundo sábado de mayo tiene lugar la Romería del Niño Jesús.
- El tercer domingo de septiembre se celebran las fiestas patronales en honor al Santísimo Misterio.